# Corania pedrana
Corania pedrana är en fjärilsart som beskrevs av William Schaus 1939. Corania pedrana ingår i släktet Corania och familjen tandspinnare. Inga underarter finns listade i Catalogue of Life.